# Eleanor Patterson
Eleanor Patterson (Leongatha, 22 maggio 1996) è un'altista australiana, campionessa mondiale della specialità a Oregon 2022.
Detentrice del record oceaniano del salto in alto, in carriera ha vinto anche la medaglia d'oro ai Mondiali under 18 2013 e ai Giochi del Commonwealth 2014.

## Biografia
Nata a Leongatha, Victoria, comincia sin da bambina a praticare il salto in alto. Inizia a prendere parte ad eventi locali a partire dall'età di sei anni, proseguendo con gli anni grazie all'aiuto del programma Little Athletics. Ottiene una seconda posizione al campionati nazionali juniores del 2011, stabilendo con l'asticella a 1,82 m la migliore prestazione personale all'età di quattordici anni. Nel novembre 2012 partecipa nuovamente alla medesima competizione, migliorando il suo record personale con 1,87 m.
Successivamente prende parte alla sua prima competizione internazionale, i Mondiali allievi 2013, dove conquista una medaglia d'oro con 1,88 m e trionfa con un margine di sei centimetri. Nel mese di dicembre partecipa ai Campionati scolastici australiani e saltando 1,96 m eguaglia i primati stabiliti da Charmaine Weavers (nel 1981) e da Ol'ga Turčak (nel 1984), stabilendo inoltre il record oceaniano nella categoria juniores. La diciassettenne ha inoltre la possibilità di raggiungere il primato australiano di 1,98 m, ma fallisce in tutte e tre le occasioni.
Nella stagione 2014 salta costantemente ad un'altezza di 1,90 m, conquistando il suo quarto titolo australiano juniores consecutivo ed il suo primo titolo nazionale ai Campionati australiani di atletica leggera. Vince inoltre il Melbourne Track Classic saltando 1,92 m. Decide di non partecipare ai Mondiali juniores 2014 per rappresentare l'Australia ai XX Giochi del Commonwealth, dove ottiene un oro superando l'inglese Isobel Pooley nonché l'asticella posta a 1,94 m. Con tale vittoria, all'età di diciotto anni diviene la terza campionessa australiana più giovane di sempre ai Giochi del Commonwealth.
Nell'agosto 2015 partecipa ai Mondiali di Pechino, dove si classifica ottava fermandosi a 1,92 m. L'anno seguente prende parte ai Giochi olimpici di Rio de Janeiro 2016, dove viene eliminata in qualificazione. Raggiunge, invece la finale olimpica a Tokyo 2020, conclusa al quinto posto con la misura di 1,96 m.
Nel 2022, dopo essere giunta seconda ai campionati mondiali indoor, vince l'oro ai campionati del mondo saltando 2,02 m. Ai Mondiali di Ungheria 2023 ha conquistato l'argento con 1,99 m. Nel 2024, alle Olimpiadi di Parigi, conquista la medaglia di bronzo nei con la misura di 1,95 metri, a pari merito con l'ucraina Iryna Heraščenko. L'anno successivo sale nuovamente sul secondo gradino del podio ai mondiali indoor.
Intrattiene una relazione sentimentale con l'altista italiano Marco Fassinotti.

## Progressione
| Stagione | Risultato | Luogo      | Data       | Rank. Mond. |
| -------- | --------- | ---------- | ---------- | ----------- |
| 2015     | 1,96 m    | Sydney     | 15-3-2015  |             |
| 2014     | 1,94 m    | Melbourne  | 14-12-2014 |             |
| 2014     | 1,94 m    | Glasgow    | 1-8-2014   |             |
| 2014     | 1,94 m    | Gold Coast | 13-7-2014  |             |
| 2013     | 1,96 m    | Townsville | 7-12-2013  |             |
| 2012     | 1,87 m    | Hobart     | 1-12-2012  |             |
| 2011     | 1,82 m    | Sydney     | 14-3-2011  |             |
| 2011     | 1,82 m    | Sydney     | 12-3-2011  |             |

## Palmarès
| Anno | Manifestazione          | Sede           | Evento        | Risultato | Prestazione | Note                                     |
| ---- | ----------------------- | -------------- | ------------- | --------- | ----------- | ---------------------------------------- |
| 2013 | Mondiali U18            | Donec'k        | Salto in alto | Oro       | 1,88 m      | Miglior prestazione personale            |
| 2014 | Giochi del Commonwealth | Glasgow        | Salto in alto | Oro       | 1,94 m      |                                          |
| 2015 | Mondiali                | Pechino        | Salto in alto | 8ª        | 1,92 m      |                                          |
| 2016 | Giochi olimpici         | Rio de Janeiro | Salto in alto | 22ª (q)   | 1,89 m      |                                          |
| 2021 | Giochi olimpici         | Tokyo          | Salto in alto | 5ª        | 1,96 m      | Miglior prestazione personale stagionale |
| 2022 | Mondiali indoor         | Belgrado       | Salto in alto | Argento   | 2,00 m      | Record oceaniano                         |
| 2022 | Mondiali                | Eugene         | Salto in alto | Oro       | 2,02 m      | =                                        |
| 2022 | Giochi del Commonwealth | Birmingham     | Salto in alto | Argento   | 1,92 m      |                                          |
| 2023 | Mondiali                | Budapest       | Salto in alto | Argento   | 1,99 m      | Miglior prestazione personale stagionale |
| 2024 | Giochi olimpici         | Parigi         | Salto in alto | Bronzo    | 1,95 m      | =                                        |
| 2025 | Mondiali indoor         | Nanchino       | Salto in alto | Argento   | 1,97 m      |                                          |